# موزس سایمون
موزس ددی-آجالا سایمون (انگلیسی: Moses Daddy-Ajala Simon؛ زادهٔ ۱۲ ژوئیهٔ ۱۹۹۵) بازیکن فوتبال اهل نیجریه است.
از باشگاه‌هایی که در آن بازی کرده‌است می‌توان به ترنچین، خنت، لوانته و نانت اشاره کرد.
وی همچنین در تیم ملی فوتبال نیجریه بازی کرده‌است.